# Děkujeme, odcházíme

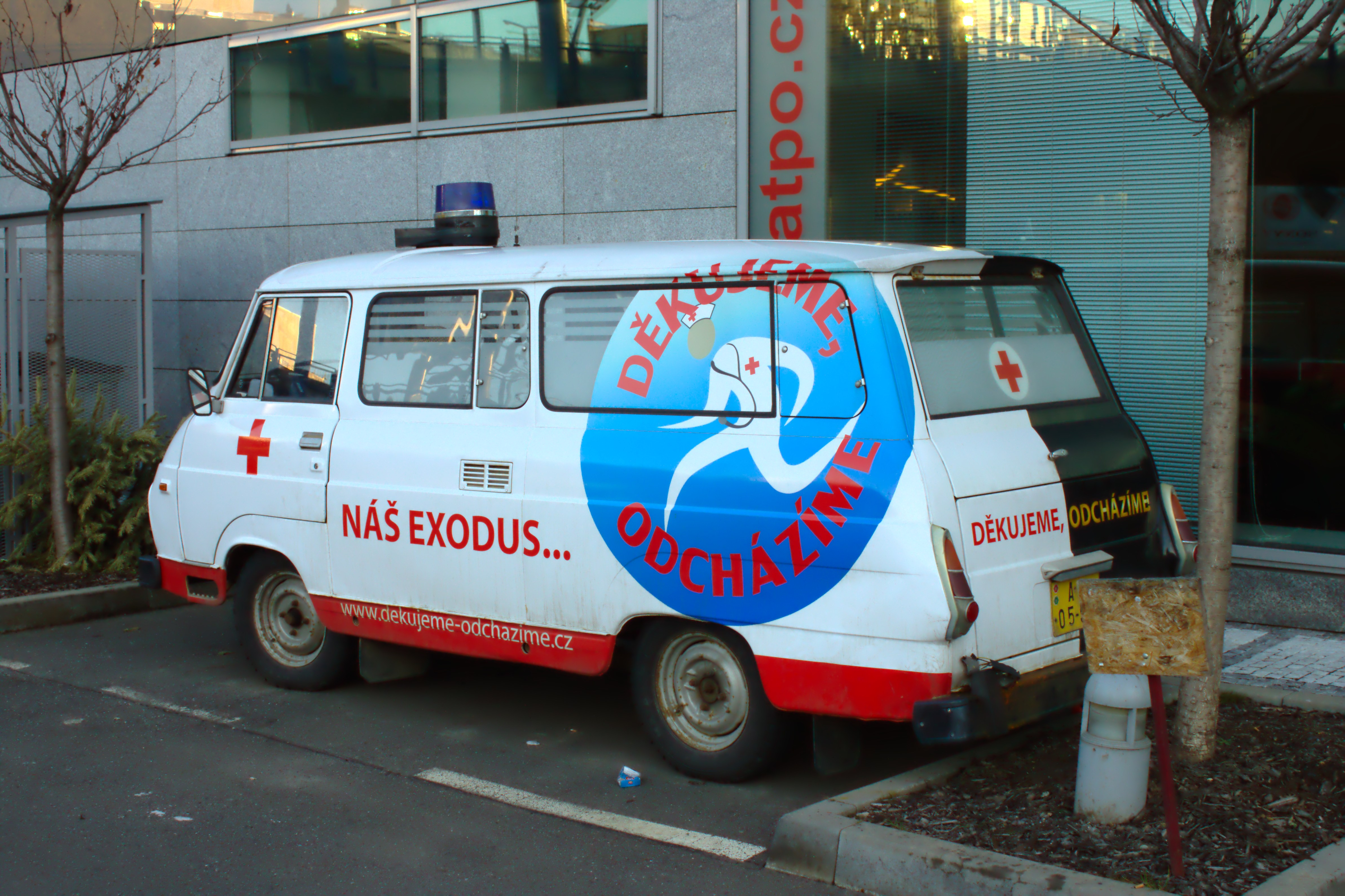
Vyřazená sanitka Škoda 1203 používaná v rámci akce Děkujeme, odcházíme

Děkujeme, odcházíme byla akce některých českých nemocničních lékařů organizovaná Lékařským odborovým klubem, jejímž cílem mělo být zlepšení pracovních podmínek, zejména platového ohodnocení a povinného dalšího vzdělávání lékařů. Hlavním nátlakovým prostředkem, namířeným zejména proti ministerstvu zdravotnictví, bylo dobrovolné podání výpovědí, které měly vstoupit v platnost k 1. březnu 2011. Hlavním vyjednavačem ze strany zúčastněných lékařů byl předseda odborového klubu Martin Engel, z druhé strany komunikuje ministr zdravotnictví Leoš Heger.

## Historie
Název protestu je parafrází na hnutí Děkujeme, odejděte! z roku 1999. Akce byla zahájena na jaře roku 2010 a směřována původně k přechodné vládě Jana Fischera. Nesetkala se ovšem s větší odezvou. V květnu 2010 proběhly parlamentní volby, po nichž byla ustavena vláda Petra Nečase. V té zasedl jako ministr zdravotnictví lékař Leoš Heger.
Podle organizátorů protestu počet odcházejících lékařů k 26. lednu 2011 byl 3837 osob. Periodikum Parlamentní listy ovšem aktuální oficiální čísla iniciativy k 3. únoru 2011 vlastním výzkumem zpochybnilo s tím, že řada výpovědí byla stažena a aktuální číslo je pouze 3516. Navíc kritizovalo, že se jedná o údaj zavádějící, neboť některé odchody se týkají pouze dosavadních částečných úvazků.
Kromě odcházejících se řada dalších lékařů přidává k podpoře podáváním výpovědí dohody o pracovní činnosti, díky kterým je dle zástupců lékařů vůbec možný provoz většiny oddělení..

## Cíle iniciativy
Iniciativa shrnula své požadavky do 13 důvodů k exodu:
1. České zdravotnictví je dlouhodobě podfinancované - jeho podíl na výdajích z HDP údajně osciluje kolem 7 %, zatímco obvyklý průměr v EU je údajně 10 %. Ze sledovaných zemí OECD jsou za námi údajně pouze Polsko, Mexiko a Severní Korea.
2. Nízká platba státu za státního pojištěnce, která neodpovídá objemu financí za péči, které tito "státní" pacienti zkonzumují. Neexistence systému komerčního připojištění.
3. Velké rezervy ve vnitřním chodu zdravotnictví - největší položkou je chaos v lékové politice, kudy utíkají miliardy.
4. Podivné hospodaření v nemocnicích - předražené zakázky (stavební, nákup přístrojů a léků apod.). Platy zdravotníků jsou jedinou položkou, za níž nelze získat provizi.
5. Nízké platy lékařů, které neodpovídají náročnosti povolání, potřebnému vzdělání a prestiži.
6. Zcela destruovaný systém vzdělávání, který vede k odchodu mladých lékařů do ciziny.
7. Odchody lékařů do ciziny kvůli lepším pracovním podmínkám. Zůstávající lékaři jsou zatěžováni vyšší odpovědností, než odpovídá jejich kvalifikaci a vyšším počtem přesčasové práce.
8. Nedodržování zákoníku práce vede k přetěžování lékařů a následně i k možným chybám lékařů, které je vystavují postihu.
9. V roce 2013 přestane platit výjimka u evropské směrnice o přesčasové práci, která bude klást ještě větší nároky na personální vybavení nemocnic.
10. Kvůli personálnímu nedostatku, špatné organizaci a neracionálnímu nakládání s finančními prostředky dochází ke zhoršování péče o pacienty, za něž nechtějí lékaři přebírat odpovědnost.
11. Nesplněné sliby politiků - od roku 1989 jsou lékaři přesvědčováni, že nejprve se musí změnit systém a pak dojde k napravení jejich platů. Doposud se tak nestalo.
12. Politické strany vedou o zdravotnictví ideologickou válku, přičemž ke změnám je třeba dohoda politiků napříč spektrem, jak je patrné v cizině.
13. Zdravotnictví je resortem, kde se vystřídalo nejvíce ministrů zdravotnictví, koncepcí a rozdílných pohledů. Stále jsou nějaké volby, ať již řádné či předčasné, takže lékaři nemají záruku, že se potřebné změny uskuteční.

### Další požadavky
V lednu 2011 se ještě objevil požadavek, aby všichni lékaři, kteří podali výpověď, měli možnost nastoupit zpět, což podle Hegera nebylo možno zajistit, neboť někde docházelo k restrukturalizaci nebo již nemocnice měly dojednanou náhradu za odcházející lékaře. Od tohoto požadavku však LOK již počátkem února odstoupil.

## Společenský ohlas

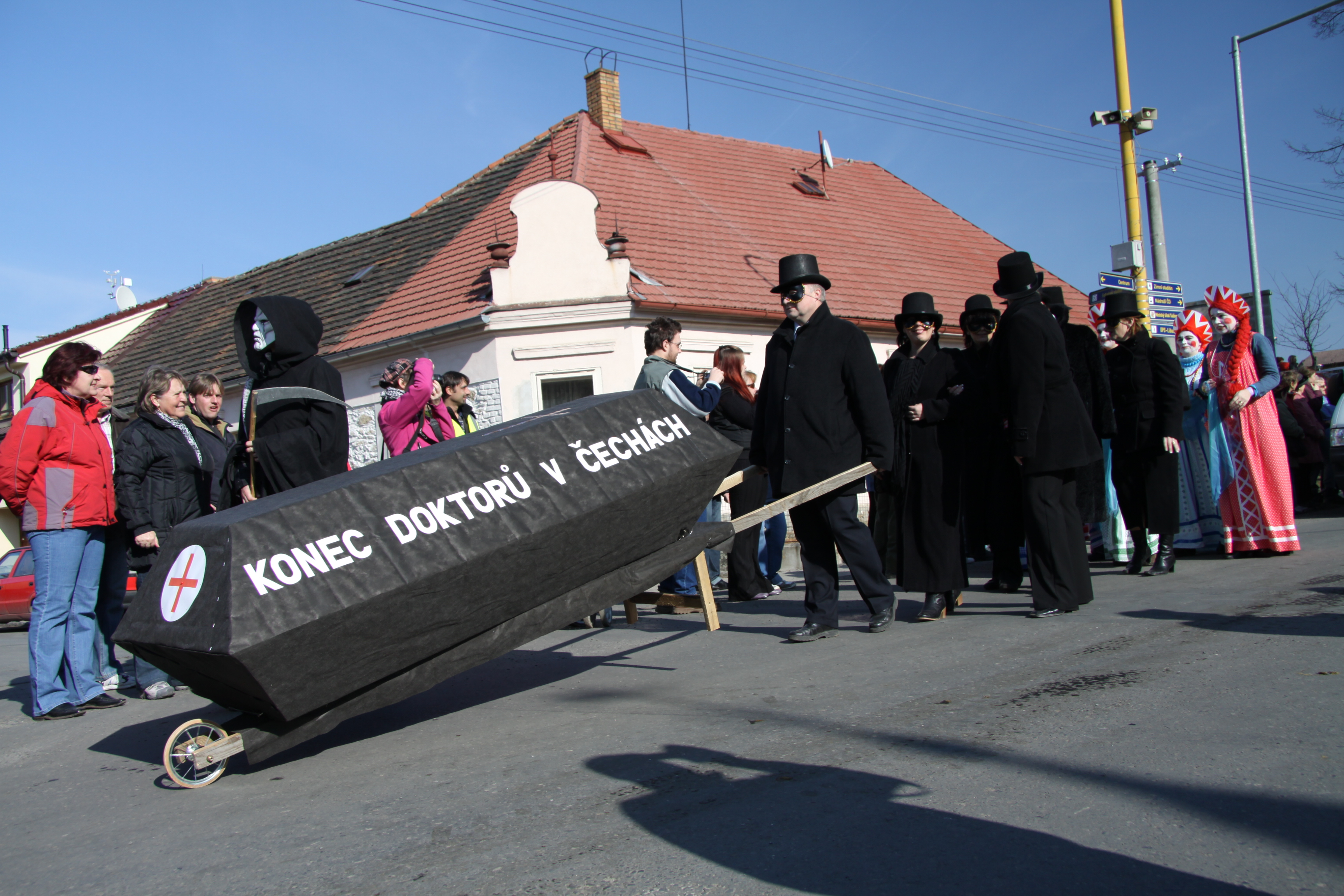
Akce iniciovala značnou společenskou debatu a stala se i tématem některých masopustních masek v Milevsku v roce 2011. Skupina masek jako sympatizanti.

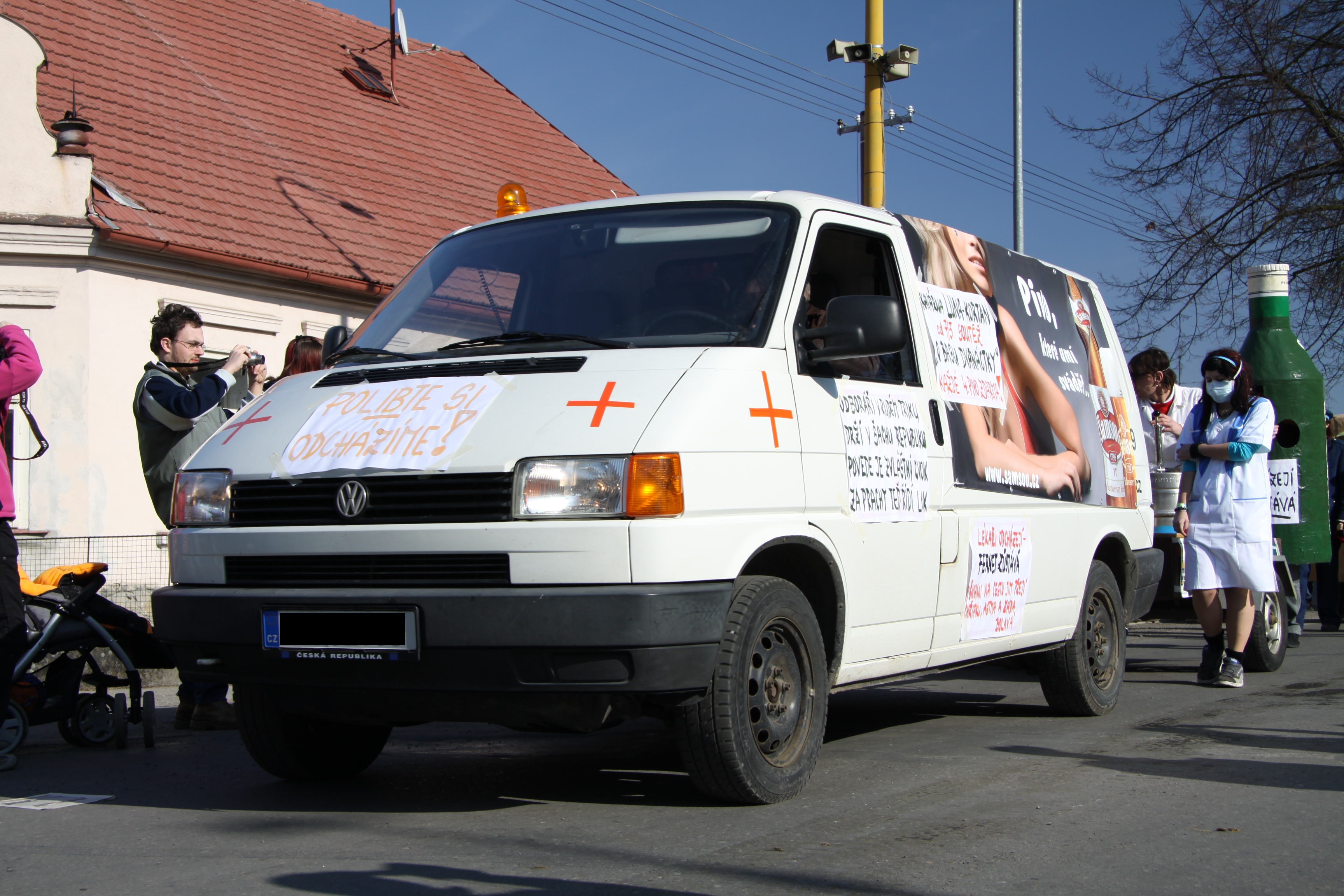
Druhá skupina masek jako odpůrci.

Akci podporuje řada lékařských kapacit, špičkových odborníků i většina odborných společností. Akci vyjádřila podporu i řada lékařů tím, že vypovídají dohody o pracovní činnosti, kterými jsou obcházeny maximální limity práce přesčas.
Podle průzkumu agentury STEM/MARK provedené na konci ledna roku 2011 s akcí nesouhlasí 56 % veřejnosti, 28 % nemá žádný názor a podporuje ji 17 %. Počátkem ledna 2011 oslovil internetový deník Česká pozice 141 vrcholných představitelů blíže nespecifikovaných firem s anketní otázkou, zda by měl stát vyhovět požadavkům lékařů na zvýšení platů. 69,5 % respondentů odpovědělo záporně, pouze 30,5 % respondentů odpovědělo kladně.
Proti iniciativě vystoupil prezident Václav Klaus. Nesouhlas vyslovila i prezidenta České asociace sester a ředitelka Všeobecné fakultní nemocnice Dana Jurásková, tím si však vysloužila silnou kritiku, protože tak učinila jménem zdravotních sester, byť mnohé z nich iniciativu D-O podporují.
Z iniciativy známých osobností medicíny i kultury vznikla petice SOS zdravotnictví, která v zásadě podporuje hnutí Děkujeme, odcházíme a která vyzývá vládu u urychlenému jednání se zástupci lékařů. V textu petice se mimo jiné uvádí: "Jsme přesvědčeni o tom, že odpovídající finanční ohodnocení nejen lékařů, ale všech zdravotníků nevyžaduje navýšení výdajů ze státního rozpočtu. Postačujícím prostředkem k řešení současné neuspokojivé situace je snížení cen léků, zdravotnického materiálu a techniky na průměrnou evropskou úroveň spolu s důsledným uplatňováním racionální lékové politiky." Ke dni 1.2.2011 bylo pod peticí 29 300 podpisů a petice byla předána v symbolickém čase 11:59 (za minutu dvanáct) Úřadu vlády ČR. Ke 12.4.2011 se pod petici podepsalo téměř než 34,9 tisíce občanů.
V reakci na petici SOS zdravotnictví vytvořil 31.1.2011 časopis Reflex petici odpůrců lékařského postupu Protest proti kapitulantství před nepřijatelným nátlakem lékařských odborů, ve kterém se mimo jiné píše "Jsme pobouřeni skutečností, že platové požadavky může prosadit jedině ta skupina zaměstnanců, která má z povahy své profese značnou moc brát si nezúčastněné spoluobčany za rukojmí a vydírá celou společnost tím, že je schopna ohrozit zdravotní péči hromadným a organizovaným odchodem." K datu 12.4.2011 bylo pod touto peticí téměř 36,9 tisíce podpisů. Tvářemi kampaně jsou herec Petr Nárožný, kněz Zbigniew Czendlik a bývalý politik Miroslav Macek.
3.2.2011 se k této petici připojil i deník Blesk, vydávaný stejně jako Reflex vydavatelstvím Ringier Axel Springer.
Diskuse příznivců i odpůrců iniciativy je z obou stran vyhrocená. Lékaři jsou označováni za vyděrače, teroristy nebo třeba rudý póvl v bílých pláštích. Na oficiální diskusní stránce Děkujeme, odcházíme na sociální síti, se podle Ondřeje Vaňka objevují vulgarity vůči ministrovi Hegerovi a je vyjadřována radost nad každou zprávou o možném zhroucení péče v každé další nemocnici, protože to zvyšuje důraz na kladené požadavky. Je však vyjadřováno i odhodlání neustoupit již z principu, protože lékaři se prozatím dočkali pouze výsměchu. Podle politologa Zdeňka Zbořila je však polarizace internetových diskuzí v ČR obvyklým schématem i u méně citlivých témat. Exministr Tomáš Julínek je přesvědčen, že za tuto polarizaci jsou odpovědní David Rath a Milanem Kubkem vedená Česká lékařská komora.

## Krizové plány
Ministerstvo zdravotnictví a kraje v reakci na iniciativu D-O prezentují krizové plány, které mají za úkol zvládnout případné snížení počtu nemocničních lékařů, které hrozí po 1.3.2011.

### Prázdninový provoz
26.11.2010 Leoš Heger uvedl, že se po dobu nejméně několika měsíců podaří udržet provoz odpovídající provozu prázdninovému s dostupností akutních i subakutních výkonů pro většinu pacientů.
V rozhovoru s Václavem Preglem publikovaném 15.1.2011 na tomto stanovisku v zásadě trval, připustil pouze výjimku v kraji Vysočina, kde by mohly být ochromeny všechny nemocnice.

### Stav nebezpečí
29.12.2010 Leoš Heger uvedl, že by v případě, že by v důsledku odchodu lékařů nebylo možno zajistit akutní péči, navrhl hejtmanům vyhlášení stavu nebezpečí, během kterého by bylo v pravomoci hejtmanů přikázat lékařům návrat na pracoviště.

### Zajištění péče v jiných nemocnicích
Jaromír Gajdáček, ředitel Zdravotní pojišťovny ministerstva vnitra, se podle článku publikovaného 26.11.2010 domníval, že v České republice by i po odchodu lékařů zůstala dostatečná kapacita lůžek, takže péče by byla zajištěna pouze za cenu převozu nemocných.

### Nasazení armády a IZS
Z porady Bezpečnostní rady státu konané 8.2.2011 vzešel plán, že v případě, že by lékaři do 1.3.2011 nestáhli své výpovědi, dojde ke koordinovanému zapojení zejména armády a Integrovaného záchranného systému. Poslanci sociální demokracie upozornili na to, že armáda disponuje stovkami expertů, ovšem pouze 230 z nich jsou lékaři, z nichž většina nemá specializaci v některých nejvíce ohrožených oborech (gynekologie, neonatologie, chirurgie).
Ministr obrany Vondra upřesnil, že armáda již provozuje tři vojenské nemocnice, ve kterých se i nyní léčí civilisté. Vedle 230 atestovaných lékařů je v armádě ještě 120 lékařů v přípravě na atestaci, kteří však nemohou pracovat samostatně. Kromě vojenských lékařů mají vojenské nemocnice i 450 civilních lékařů, z nichž ani jeden nepodal v rámci Děkujeme, odcházíme výpověď. Civilní lékaři z Vojenské nemocnice Brno však již deklarovali, že akci Děkujeme, odcházíme přesto podporují a odmítají nahrazovat práci těch lékařů, kteří výpověď podali a riskovat tak chyby pramenící z nezvládnutého množství práce.

### Nasazení poslanců TOP09
Šéf poslaneckého klubu TOP 09 Petr Gazdík 10. února prohlásil, že by v případě potřeby nabídli pomoc těch poslanců, kteří mají lékařské vzdělání. V poslaneckém klubu TOP 09 je 10 lékařů, z nichž někteří stále vykonávají i svou lékařskou praxi.

## Údajná trestní odpovědnost lékařů
Podle advokáta Jana Černého se odcházející lékaři dopouštějí trestného činu ublížení na zdraví (§ 146 trestního zákoníku) a jejich výpovědi naplňují i skutkovou podstatu trestného činu vydírání (§ 175 trestního zákoníku). Podobný názor sdílí i advokát Kolja Kubíček. Naopak Tomáš Sokol s tímto stanoviskem rozhodně nesouhlasí a D-O pokládá za zcela legitimní formu protestu. Advokát Martin Elger poukazuje na to, že lékaři pouze uplatňují své právo dané Listinou základních práv a svobod a zákoníkem práce, proto není možné, aby jejich počínání naplňovalo skutkovou podstatu trestného činu.
3. února 2011 podal Petr Kotaška na Lékařský odborový klub a na iniciátory akce Děkujeme, odcházíme trestní oznámení na místní oddělení Dejvice. Lékaře v něm viní z: "..organizování a podněcování nepokojů a obecného ohrožení, za ohrožení zákonem daného zajištění základní zdravotní péče, za jednání s náznakem vydírání ku neprospěchu jiných skupin lidí, za zneužití humánních principů lidské a demokratické společnosti, za vzetí pacientů jako obranných štítů vůči protivníkovi - tedy vládě a společnosti, a nakonec za znevážení neboli porušení Hippokratovy přísahy."
8. února 2011 podal advokát Kolja Kubíček trestní oznámení na Martina Engela z důvodů podezření spáchání trestného činu vydírání s odůvodněním, že: "Jednání Martina Engela a spolupachatelů je extrémně vážným porušením zákonem chráněných zájmů na integritě a svobodě dotčených osob a navíc zvlášť zavrženíhodným jednáním, neboť za účelem vymožení finančního plnění je vyhrožováno újmou na zdraví velkého množství občanů České republiky. Použité heslo doprovázející skutkové jednání pachatele, 'náš odchod - vaše smrt', jednoznačně dokládá zmíněný zavrženíhodný úmysl."

### Budoucí trestní odpovědnost
Dne 11. února 2011 řekl ministr zdravotnictví Leoš Heger novinářům, že vláda by mohla v budoucnosti připravit zákon omezující hromadné výpovědi jako formy protestu v některých klíčových oborech. Vedle zdravotnictví by se mohlo jednat např. o energetiku, vodohospodářství nebo školství.

## Vyjednávání
Intenzivní jednání mezi oběma stranami probíhala od konce ledna. Leoš Heger s protestujícími začal oficiálně jednat 20. ledna 2011, předcházející schůzky byly neformální a náplní byly procedurální otázky. Na schůzce se však řešení nepodařilo nalézt. Ani následující schůzka 24.1. nepřinesla žádné řešení, Milan Kubek ji zhodnotil jako naprosto zbytečnou schůzku, během které opět lékaři nedostali žádný konkrétní návrh, Leoš Heger pouze požadoval po lékařích odklad odchodů o půl roku. Možnost úspor na nákladech zmínili nejdříve zástupci VZP, kteří navrhli zrušení až 10 tisíc lůžek. Později ministr zdravotnictví Heger našel v rozpočtu zdravotnictví rezervu ve výši 2 miliard Kč, kterou přislíbil rozdělit na platy jednak lékařů, jednak zdravotních sester. S tím však zástupci lékařských odborů nebyli spokojeni a odmítali akci ukončit.

## Ukončení akce
V únoru došlo k ukončení akce. Došlo k mírnému navýšení tabulkových platů pro lékaře a ministr Heger přislíbil postupné navyšování platů. Tento svůj slib však nedodržel a tak potvrdil obavy radikálnějšího křídla lékařů, že se svůj slib ani nepokusí dodržet.